# لا پنا (کوندینامارکا)
لا پنا (انگلیسی: La Peña, Cundinamarca)یک منطقه مسکونی در کشور کلمبیا است.